# Monografi
Monografi (af græsk monos én og graphein, skrive) er et skrift om et enkelt, begrænset emne.
Begrebet anvendes indenfor biblioteks- og informationsvidenskab, som modbegreb til periodikum altså et værk der ikke er endeligt afsluttet, men udkommer over en periode (også kaldet en serie) eller løbende som aviser etc. I denne betydning af ordet er et samleværk (en antologi) regnet for en monografi.
Begrebet anvendes også i en anden, snævrere betydning om et værk om et enkelt emne skrevet af én forfatter, typisk en bog om en enkelt kunstner. I sidstnævnte betydning er en antologi ikke en monografi. Modsat en biografi er vægten i en monografi ikke nødvendigvis lagt på det biografiske stof.
Ordet monografi er ikke lig med en bog, hvilket er en hyppig misforståelse.